# Józef Andrzej Szeryński

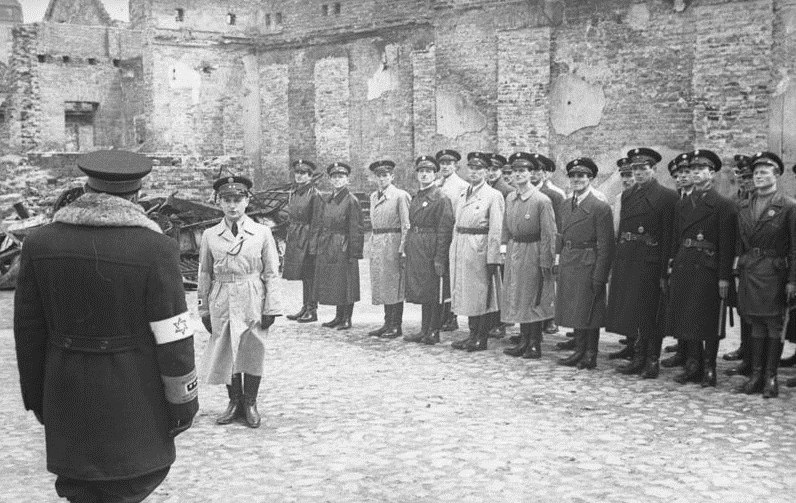
Józef Szeryński (stojący tyłem) odbiera meldunek Jakuba Lejkina, maj 1941

Józef Andrzej Szeryński, właśc. Szenkman lub Szynkman (ur. 8 listopada 1893, wg innych źródeł w 1892, zm. 24 stycznia 1943 w Warszawie) – podinspektor Policji Państwowej, od grudnia 1940 pierwszy nadkomisarz Żydowskiej Służby Porządkowej (ŻSP) getta warszawskiego, uważany za zdrajcę i kolaboranta pod okupacją niemiecką, który ułatwił Niemcom eksterminację ludności getta.

## Działalność w okresie II Rzeczypospolitej
Urodził się w rodzinie wyznającej judaizm, po odzyskaniu przez Polskę niepodległości ochrzcił się i zmienił nazwisko, przyjmując w dwudziestoleciu międzywojennym postawę antysemity (o Żydach mówił jako o „bydle”), przystąpił także do Obozu Zjednoczenia Narodowego. W 1922 r. wszedł w skład delegacji tworzącej Policję Państwową na Śląsku. Od 1920 komisarz Policji Państwowej, wkrótce awansowany na nadkomisarza (1921) i w 1930 r. na podinspektora. Przed wybuchem wojny początkowo pełnił funkcję szefa wydziału organizacyjnego w kwaterze Komendy Głównej Policji Państwowej, następnie od maja 1935 piastował urząd oficera inspekcyjnego i zastępcy komendanta wojewódzkiego w Lublinie, gdzie zastał go wybuch II wojny światowej.
W 1939 w czasopiśmie „Przegląd Policyjny” zostały opublikowane dwa artykuły jego autorstwa.

## Działalność w okresie okupacji
Podczas okupacji początkowo pracował w biurze ekspedycyjnym, aresztowany – został zwolniony i wyjechał wraz z żoną i córką do Warszawy, gdzie w getcie pracował jako urzędnik w biurze transportowym. 9 października 1940 prezes warszawskiej gminy żydowskiej Adam Czerniaków powierzył mu sformowanie Żydowskiej Służby Porządkowej. Jako komisarz SP był odpowiedzialny za pobicia i prześladowania ludności getta, uczestniczył w rewizjach i zatrzymaniach.
Wraz z żoną i córką mieszkał w bloku policyjnym przy ul. Nowolipki 10, gdzie zajmował zaledwie jeden pokój, nie wykorzystując swojej pozycji do zajęcia całego mieszkania. W getcie był osobą uprzywilejowaną, jako jeden z nielicznych był uprawniony do nienoszenia opaski z gwiazdą Dawida. Znany był ze swojej wybuchowości i agresji wobec podkomendnych oraz obsadzania stanowisk swoimi znajomymi, łapówkarstwa i z prowadzenia w getcie nielegalnych interesów. Całkowicie podporządkowany rozkazom niemieckim, co najmniej dwa razy w tygodniu informował władze niemieckie o sytuacji panującej w getcie. W listopadzie 1941 odmówił jednak wykonania wydanego przez Niemców rozkazu rozstrzelania przez SP Żydów przetrzymywanych w Gęsiówce (zostali oni rozstrzelani przez funkcjonariuszy polskiej policji granatowej).
W wyniku złożonego donosu, za ukrycie po stronie aryjskiej futra żony, został 1 maja 1942 aresztowany i osadzony w więzieniu, najpierw w areszcie przy ul. Daniłowiczowskiej, a potem na Pawiaku. Jego obowiązki przejął jego zastępca Jakub Lejkin. Zwolniony 26 lipca 1942 podczas wielkiej akcji deportacyjnej do obozu zagłady w Treblince, powrócił na stanowisko nadkomisarza.
Skazany zaocznie na śmierć za kolaborację przez podziemie w getcie, był obiektem zamachu dokonanego 21 sierpnia 1942 przez Izraela Kanała, który strzelając do Szeryńskiego w jego mieszkaniu na Nowolipkach dwukrotnie go ranił.
24 stycznia 1943 roku, trzy dni po zakończeniu tzw. akcji styczniowej w getcie warszawskim, popełnił samobójstwo w swoim mieszkaniu przy ul. Nowolipki 10.

## Ordery i odznaczenia
- Srebrny Krzyż Zasługi (10 listopada 1925)[12]